# Midnight Resistance
Midnight Resistance ist ein Actionspielmix aus Jump ’n’ Run und Shoot ’em up. Es erschien zunächst als Arcade-Version, später kamen Konvertierungen für den Commodore 64, das Sega Mega Drive oder Commodores Amiga hinzu. Entwickelt wurde letztere Version von Data East, erschienen 1990 bei Ocean Software.
Die Amiga-Version bot einen leichteren Schwierigkeitsgrad und eine verbesserte Steuerung als die Arcade-Version, was das Spiel damals zu einem Verkaufshit machte.
Man spielt allein oder kooperativ zu zweit gleichzeitig einen Helden, der seine entführte Familie befreien muss und dafür eine große Söldner-Gegnerschar, Panzer, Jets und viele andere Feinde besiegen muss. Dazu stehen dem Spieler diverse (Extra-)Waffen zur Verfügung, die man am Ende jedes Levels, die in verschiedene Richtungen scrollen können, für von besiegten Gegnern gekaperten Schlüssel kaufen kann.
Das Ende des Spiels ändert sich abhängend davon, wie viele Familienmitglieder vor dem Endkampf gerettet werden. Für das "richtige" Ende muss der Spieler die volle Anzahl von sechs roten Schlüsseln haben, um alle Gefangenen zu befreien.

## Die Macher (Amiga-Version)
- Grafik: Karen Davies, Colin Rushby
- Musik: Keith Tinman
- Programmierung: Ian Moran

Pony Canyon/Scitron veröffentlichte ein Limited-Edition-Soundtrack-Album für dieses Spiel (Crude Buster, Midnight Resistance - PCCB-00039) am 21. August 1990.